# Maxi Edmond de Rothschild
Actual Ultim 4 depuis 2025
Pour les articles homonymes, voir Rothschild.
Gitana 17 ou Maxi Edmond de Rothschild de son nom de course, est un voilier maxi-trimaran-hydroptère français, de course au large, de la classe Ultime (32 m), du Gitana Team. Conçu avec des foils par l'architecte Guillaume Verdier, il est lancé en 2017. D'abord mené par Sébastien Josse, il est co-skippé depuis mai 2019 par les navigateurs français Franck Cammas et Charles Caudrelier. Le bateau remporte la Fastnet Race 2019 en temps réel toutes catégories, établissant un nouveau record de l'épreuve. En 2024, le bateau, skippé par Caudrelier, remporte la première édition de l'Arkéa Ultim Challenge, établissant plusieurs records sur des temps intermédiaires. Début 2025, il est racheté par le Groupe Actual, et renommé Actual Ultim 4, pour être skippé par Anthony Marchand.

## Conception
Le dessin du voilier est confié en 2014 à l'architecte Guillaume Verdier, assisté du bureau d'études de Gitana Team.

### Foils
Le bateau, dit Guillaume Verdier, est conçu autour des foils, les appendices de carbone profilés qui soulèvent les coques hors de l'eau : ils permettent d'augmenter le rendement, de minimiser le frein, et par conséquent d'aller plus vite en fonction de l'état de la mer. Leur mise au point nécessite de longues heures d'essais en mer sur le MOD70 Gitana XV de 2011 (Groupe Edmond de Rothschild), devenu pour l'occasion un « véritable laboratoire ». Le choix se porte sur six appendices :
- deux foils réglables de flotteur, en L, de près de 3 m d'envergure[5] et de plus de 5,4 m de hauteur ;
- deux safrans de flotteur, en T, rétractables afin de ne pas gêner la glisse et de minimiser les risques de casse sur le flotteur au vent ;
- une dérive de coque centrale avec plan porteur ;
- un safran de coque centrale, en T.

Le flotteur sous le vent, sustenté par son foil et son safran en action, soulage la coque centrale et permet aux 15,5 tonnes du bateau de s'élever jusqu'à 1,50 m au-dessus des flots.

### Autres caractéristiques

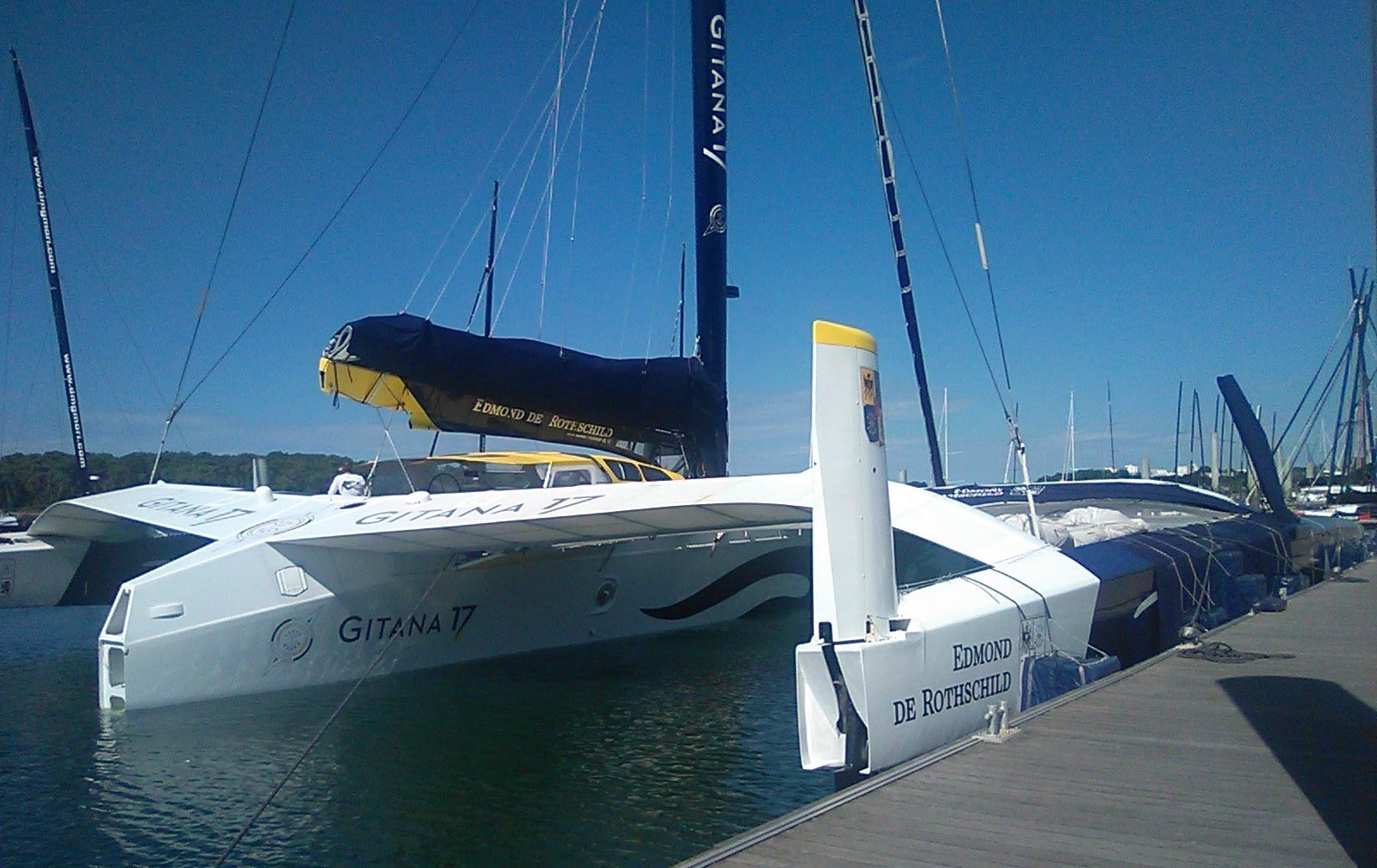
Vue arrière.

La coque centrale et les deux flotteurs sont à étrave inversée (en) et à fond plat, pour augmenter la capacité à voler et gagner en stabilité par mer formée. Tous trois hauts de franc-bord, ils offrent un meilleur rempart à la mer. Les bras reliant les flotteurs à la coque centrale sont rectangulaires, pour optimiser la rigidité.
Le bateau est un maxi-trimaran de la classe Ultime. Il a une longueur de 32 m, pour une largeur de 23 m. Le mât culmine à 37 m de la ligne de flottaison. La surface de voile au près est de 450 m2, et au portant de 650 m2 (« trois courts de tennis »).

## Construction
Commencée en octobre 2015, la construction se fait au chantier Multiplast de Vannes en Bretagne. Elle mobilise en moyenne une quarantaine de personnes sur vingt mois : 170 000 heures de travail, dont 35 000 heures d'études, pour un coût initial de 12 millions €. Ariane de Rothschild, propriétaire avec son époux Benjamin du Gitana Team, choisit le graffeur américain Cleon Peterson pour la décoration du bateau : « J’ai trouvé intéressant, dit-elle, de mélanger l’image de Rothschild que l’on trouve très chic, quasi statutaire, avec la réalité de la rue… »

## Historique

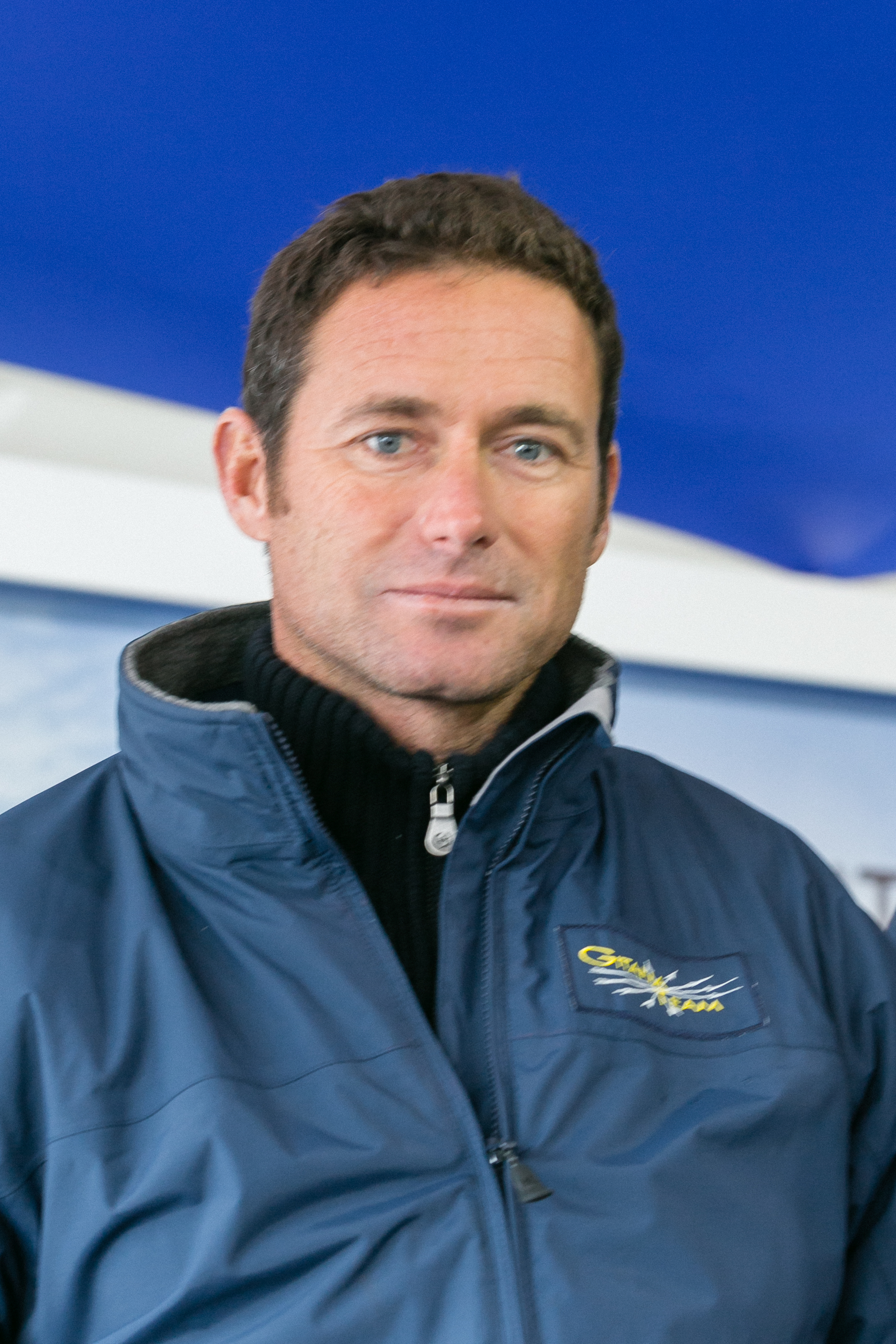
Sébastien Josse, vainqueur de la Transat Jacques-Vabre 2013 sur Gitana XV.

Gitana Team

Le voilier est mis à l'eau le 17 juillet 2017, avec pour skipper initial Sébastien Josse, et pour nom de baptême Gitana 17 (dix-septième voilier du Gitana Team, de la branche franco-suisse des Rothschild, dont tous les bateaux, depuis 1876, s'appellent Gitana). Il est également baptisé Maxi Edmond de Rothschild pour son nom de course,, en hommage à Edmond de Rothschild, père de Benjamin, passionné de voiliers de course, et propriétaire des précédents Gitana III à Gitana VIII.

### Transat Jacques-Vabre 2017
Basé au Pôle course au large de la rade de Lorient en Bretagne, Gitana 17 entre immédiatement en phase d'essais en vue de la Transat Jacques-Vabre 2017, dont le départ sera donné le 5 novembre. Les foils sont mis à poste le 17 août, permettant au trimaran d'effectuer ses premiers vols par 15 nœuds de vent. Pour cette transatlantique en double, Sébastien Josse est associé à Thomas Rouxel. En tête de l'épreuve jusqu'au quatrième jour, le duo doit faire face à des avaries : panne de moteur ; foil bâbord, puis foil tribord inutilisables. Il termine en deuxième position — sur deux Ultime classés —, moins de deux heures après les vainqueurs, Thomas Coville et Jean-Luc Nélias sur Sodebo Ultim'.

### Route du Rhum 2018
Sur la Route du Rhum 2018, dans la première nuit de course, alors qu'il est en tête, l'étrave du flotteur tribord est arrachée. Josse se déroute sur La Corogne. Le lendemain, il annonce son abandon.

### Fastnet Race 2019
Le 21 février 2019, le Gitana Team annonce qu'il met fin à huit années de collaboration avec son skipper Sébastien Josse. Le 25 avril, il engage deux co-skippers pour Gitana 17 : Franck Cammas et Charles Caudrelier. Le 23 mai, après plus de six mois de réparations à Lorient, le bateau est remis à l'eau.
Les 3 et 4 août, il dispute la Fastnet Race. Le dernier bord connaît un rebondissement spectaculaire. À 8 milles de l'arrivée, le Macif de François Gabart mène de 2,4 milles. Mais son système de rake se montre récalcitrant, le privant de vol : il ne peut filer plus de 26 nœuds. Maxi Edmond de Rothschild, qui vole à 30 nœuds, le dépasse et franchit la ligne 58 secondes avant lui. Vainqueur en temps réel toutes catégories, il efface le record de la course que détenait le Maxi-trimaran Banque populaire populaire V de Loïck Peyron depuis 2011.

### Brest Atlantiques 2019
En novembre 2019, il participe à Brest Atlantiques,. Malgré un pot au noir délicat à négocier pour cette première édition, le navire franchit l'équateur en tête dans un temps proche de ce qui se fait de mieux en 5 j 03 h 45 min. Au reaching serré, dans une mer de face où tous sentaient qu'ils tutoyaient les limites mécaniques de leurs navires, le Maxi Edmond de Rothschild aligne samedi 16 novembre 2019 667 milles sur 24h, Macif 589 milles, Sodebo Ultim 3 521 milles et Actual 497 milles. Cammas et Caudrelier démontrent que leurs foilers de dernière génération, dans des conditions de mer jusqu’à 3 m, était capable de s’affranchir des vagues et de littéralement voler au-dessus à près de 30 nœuds.

### Trophée Jules Verne 2020
Le 25 novembre 2020, à 3 h 26, il commence sa tentative de Trophée Jules-Verne, avec un équipage de six hommes pour tenter de battre le précédent record de 40 jours, 23 heures, 30 minutes et 30 secondes détenu par Francis Joyon sur le trimaran IDEC. Le 27 novembre 2020, après trois jours de mer, en tenant une moyenne de près de 800milles/24h sur le fond et alors qu'ils avaient une avance de plus de 200 milles sur le record de Francis Joyon, Franck Cammas et Charles Caudrelier, annoncent leur décision de rentrer vers leur port d’attache à la suite d'avaries consécutives à un choc avec un OFNI ayant fait quelques dégâts notamment sur un foil et un safran. Faire demi-tour leur permet d'espérer réparer pour se remettre très vite en stand-by et repartir à la conquête du Trophée Jules Verne. Quatre ans plus tôt, jour pour jour, Francis Joyon faisait également demi-tour, avant de repartir 19 jours plus tard pour un record qui tient toujours. Sodebo Ultim 3, parti 29 minutes et 2 secondes avant pour le même record, abandonnera le 11 décembre 2020 à 800 milles à l'est des îles Kerguelen, à la suite d'une avarie de safran, et rejoindra l'île de La Réunion.

### Trophée Jules Verne 2021
Le 10 janvier 2021 à 2 h 33 min 46 s, il s'élance pour la deuxième fois de la saison à l'assaut du Trophée Jules Verne, avec un équipage de six marins au total skippé par Frank Cammas et Charles Caudrelier, pour tenter de battre le record détenu depuis 2017 par Francis Joyon sur IDEC Sport de 40 jours 23 heures 30 minutes et 30 secondes.
Après avoir battu le record sur le temps intermédiaire Ouessant-Cap de Bonne-Espérance en 11 j 09 h 53 min, ils abandonnent le 22 janvier 2021 à la suite de la casse du safran tribord.

### Transat Jacques-Vabre 2021
La Transat Jacques-Vabre 2021 est la quinzième édition de la Transat Jacques-Vabre, course à la voile en double. Le départ est donné le dimanche 7 novembre 2021 à 13 h 27. L'épreuve relie Le Havre à la baie de Fort-de-France de la Martinique. Au raz Blanchard, au nord ouest du Corentin, Franck Cammas et Charles Caudrelier sont en tête avec 5 milles d'avance, la descente du golfe de Gascogne se fait dans un petit temps relatif, la flotte des ultimes reste groupée jusqu'au Cap-Vert, puis Maxi Edmond de Rothschild se détache jusqu'à compter 300 milles d'avance à la marque de passage de l'île de Trindade (Atlantique sud, dans l'archipel de Trindade et Martin Vaz). Avant de laisser à bâbord les rochers Saint-Pierre et Saint-Paul pour rejoindre la Martinique, Maxi Edmond de Rothschild trouve des conditions de vent idéales pour les pointes de vitesse, Charles Caudrelier parle même de devoir ralentir le bateau pour limiter les risques de casse, les deux skippers effectuent quand même 803 milles sur 24 heures, augmentant leur avance à plus de 400 milles sur Maxi Banque populaire XI.
Le 23 novembre 2021, le Maxi Edmond de Rothschild l'emporte en 16 jours, 1 heure, 49 minutes et 16 secondes. Sur les 7 900 milles théoriques depuis Le Havre, la vitesse moyenne est de 20,51 nœuds, mais le bateau a réellement parcouru 9 262,13 milles à 24,01 nœuds de moyenne.
Lors du convoyage retour, Charles Caudrelier bat deux records officieux avec le bateau : en configuration « faux solo », il fait une pointe à 50,7 nœuds, et parcourt 880 milles en 24 heures à la vitesse moyenne de 36,6 nœuds. Ce dernier record ne peut être homologué faute de matériel adéquat embarqué à bord, et le record de 851 milles réalisé en 2017 par François Gabart à bord de MACIF reste valable. Ce record officieux fait de Maxi Edmond de Rothschild le quatrième bateau le plus rapide sur 24 heures, derrière les 908 milles de Banque Populaire V (2009), les 894 milles d'Idec Sport (2016) et les 889 milles de Sodebo Ultim 3 (2020).
Le 11 mai 2022, Franck Cammas annonce qu'il s'éloigne de l'écurie Gitana. Il va cependant continuer de travailler « ponctuellement » avec elle, sur des courses en équipage, et en accompagnant Charles Caudrelier « sur les aspects techniques et de routage », notamment pour la Route du Rhum 2022.

### Arkéa Ultim Challenge 2024
L'Arkéa Ultim Challenge est un tour du monde en solitaire pour les trimarans géants de la classe Ultim 32/23. Le parcours est identique à celui du Vendée Globe, à la différence près que le départ de la première édition est donné de Brest, le 7 janvier 2024.
À l'occasion de cette course, Charles Caudrelier aligne 3 journées à près de 35 noeuds de moyenne (838 milles pour ses meilleures 24h) et bat  plusieurs records : 
- trajet équateur-cap de Bonne-Espérance : Il établit le meilleur temps intermédiaire toutes catégories confondues (solitaire et en équipage) en 5 j 17 h 20 min[36] ;
- océan Indien (WSSRC): il bat le record en solitaire établi par Thomas Coville en 2016 avec un temps de 8 j 8 h 20 min[37] ;
- trajet Ouessant-cap Leeuwin : il bat de plus de 24 heures le précédent record en solitaire établi par François Gabart en 2017, avec un temps de passage de 18 j 05 h 43 min. Il conserve plus de 24 heures d'avance sur le record en solitaire établi par le même François Gabart sur temps de passage à l'anti Méridien, en 22 j 03 h 06 min.

Charles Caudrelier franchit la ligne le 27 février 2024 à 9h37 et devient le premier vainqueur de cette épreuve après 50 jours, 19 heures, 7 minutes et 42 secondes.

### Après 2024
Début 2025, il est racheté par le Groupe Actual, et renommé Actual Ultim 4, pour être skippé par Anthony Marchand. Son remplacement par Gitana 18 est programmé dans le courant de l'année.

## Palmarès
- 2017 : 2e de la Transat Jacques-Vabre 2017 sur 3 Ultimes en 7 jours 23 heures 55 minutes et 24 secondes, co-skippé par Sébastien Josse et Thomas Rouxel[16].
- 2019 : vainqueur en temps réel toutes catégories de la Rolex Fastnet Race avec record de l'épreuve en 1 jour 4 heures 2 minutes et 26 secondes, co-skippé par Franck Cammas et Charles Caudrelier[24].
- 2019 : vainqueur de la Brest Atlantiques sur 4 Ultimes en 28 jours 23 heures 24 minutes et 46 secondes, co-skippé par Franck Cammas et Charles Caudrelier.
- 2020 : vainqueur de la DRHEAM-CUP 1100-Ultimes (750 milles) sur 3 Ultimes en 1 jour 21 heures 30 minutes et 33 secondes, co-skippé par Franck Cammas et Charles Caudrelier.
- 2021 : vainqueur en temps réel toutes catégories de la Rolex Fastnet Race en 1 jour, 9 heures 14 minutes et 58 secondes, co-skippé par Franck Cammas et Charles Caudrelier.
- 2021 : vainqueur de la Transat Jacques-Vabre 2021 sur 5 Ultimes, co-skippé par Franck Cammas et Charles Caudrelier.
- 2022 : vainqueur des 24 heures Ultim sur 4 Ultimes, skippé par Charles Caudrelier.
- 2022 : vainqueur de la Route du Rhum 2022 sur 8 Ultimes avec record de l'épreuve en 6 jours 19 heures 47 minutes et 25 secondes, skippé par Charles Caudrelier.
- 2023 : 2e des 24 heures Ultim, sur 4 Ultimes, co-skippé par Charles Caudrelier et Erwan Israel.
- 2023 : 3e de la Transat Jacques-Vabre 2023 sur 5 Ultimes, co-skippé par Charles Caudrelier et Erwan Israel.
- 2024 : vainqueur de la Arkéa Ultim Challenge Brest sur 6 Ultimes en 50 jours 19 heures 7 minutes et 42 secondes, skippé par Charles Caudrelier.